# ریوکو کونیناکا
ریوکو کونیناکا (انگلیسی: Ryōko Kuninaka؛ زادهٔ ۹ ژوئن ۱۹۷۹) بازیگر، و خواننده اهل ژاپن است. وی از سال ۱۹۹۸ میلادی تاکنون مشغول فعالیت بوده‌است.